# Mitologia celta
La mitologia celta conforma la cosmologia i les creences religioses del poble celta. El seu panteó estava format per diversos déus i existia una estructura religiosa definida. En molts dels pobles cèltics més en contacte amb l'Imperi Romà, la seva religió va ser substituïda aviat pel cristianisme, i tot el que se'n sap és a través de fonts llatines. Dels pobles celtes que van mantenir una identitat lingüística i cultural, a les Illes Britàniques, hi ha vestigis de la seva mitologia que van arribar a l'edat mitjana, principalment pels textos escrits per monjos cristians.
És característic de la religió celta el paper dels caps tallats. Els déus solien aparèixer-se com a tals i parlen amb saviesa; i en els santuaris n'hi ha, cosa que prova que realitzaven sacrificis humans.
Tenien animals considerats sagrats perquè representen als déus i els permeten comunicar-se mitjançant ells, dels quals destaca el porc mascle.

## Llista de personatges de la mitologia celta
Els celtes adoraven elements de la natura elevats, com muntanyes i roques, però també divinitats que van anar adquirint personalitat a mesura que l'antropomorfisme les allunyava de la natura ordinària.

### Divinitats
- Adraste o Andraste, «la invencible», era la dea de la guerra venerada a Britània, a qui la reina Boudica (61) va sacrificar dones romanes que havien estat fetes presoneres. A la tribu dels voconcis, se la coneixia pel nom d'Andarta.
- Aife, germana de la dea Scathach, que era també propietària del campament on entrenava els guerrers. Sembla que Aife els iniciava sexualment i Scathach els armava.
- Aengus, o Angus, divinitat de l'amor
- Badb, deessa de la guerra que podia transformar-se en corb
- Balor o Balar, rei del gegants fomorians.
- Bandua déu de la guerra
- Bormana, parella de Borvo, deessa de la sanació.
- Borvo o Bormanus, divinitat celta dels minerals.
- Brigid és la dea celta de la inspiració.
- Cernunnos, probablement un déu de la fertilitat.
- Dana o Danu o Anu-Danu[5] era la dea mare dels Tuatha Dé Danann (pobles de la deessa Danu).
- Dagda, amb atributs de guerrer i mag.
- Dian Cecht, déu de la curació.
- Epona és la dea celta dels cavalls, de la fertilitat i de la natura, associada amb l'aigua, la curació i la mort indistintament, equivalent a Cíbele.
- Goibniu, divinitat artesana del ferro.
- Esus, el déu dels sacrificis, assedegat de sang.
- Lugh, un déu «sense funció» perquè té totes les funcions.
- Morrigan o Morrigu, és la dea celta de la mort i la destrucció.
- Nemetona és una dea que amb freqüència s'ha relacionat amb el mar Gàl·lic. El seu nom deriva de nemeton (espai sagrat a l'aire lliure) i vol dir «la que és venerada al bosc sagrat». Hi ha qui diu que va tenir funcions guerreres i que està relacionada amb la dea irlandesa de la guerra, Nemon.
- Scáthach és una figura del cicle de l'Ulster de la mitologia irlandesa. És una dona guerrera escocesa llegendària i professora d'arts marcials.
- Sirona, era la dea de la fertilitat, la salut i el renaixement. Se la representa amb una serp enroscada al seu braç que s'allarga per agafar-ne els ous.
- Teutatès, antecessor dels homes i el seu legislador, guardià, àrbitre i defensor dels seus pobles.

### Reis
- Breogán és el nom d'un mític rei celta de Galícia.

### Classe sacerdotal
La classe sacerdotal estava composta per tres tipus de personatges: els druides, els bards i els fili i els vats. Els bards i els fili tenien funcions musicals i poètiques. Els druides oficiaven els rituals i transmetien la tradició religiosa. Els vats realitzaven presagis i tenien facultats profètiques.

### Altres personatges
- banshee és un personatge de la mitologia irlandesa. Prové de la família de les fades i és la més fosca de totes. Assenyala el dia de la mort.

## Cosmologia

Triskell, símbol celta.

El sistema cosmològic dels celtes estava format per 3 discos superposats. El disc superior, el Gwynwed, és la terra de la felicitat absoluta, una espècie de paradís on no existeix la malaltia ni el dolor. Hi viuen els sants, que a vegades tornen al món per ajudar els humans.
El disc del mig, l'Abred, és el món humà, on hi sóm de passada. Aquí el bé es mescla amb el mal i la llei imperant de la llibertat condueix al càstig o la recompensa per les accions realitzades, almenys fins que el cel no caigui i en el món només hi hagi aigua i foc.
El disc inferior és l'Annw, la ultratomba. En aquest, les ànimes reposen i recuperen l'energia abans de la següent reencarnació, a excepció de les ànimes directament enviades al Gwynwed, que han aconseguit la perfecció durant la vida terrenal.